# Calamus temii
Calamus temii är en enhjärtbladig växtart som beskrevs av T.Evans. Calamus temii ingår i släktet Calamus och familjen Arecaceae. Inga underarter finns listade i Catalogue of Life.